# Юрий Тухаринов
Юрий Владимирович Тухаринов (1927 – 1998) е съветски генерал-лейтенант.
Той е командващ съветския контингент в Афганистан по време на Афганистанската война от 1979 до 1980 г.